# Кемпе-Залешанське
Кемпе-Залешанське (пол. Kępie Zaleszańskie) — село в Польщі, у гміні Залешани Стальововольського повіту Підкарпатського воєводства.
Населення — 1343 особи (2011).
У 1975-1998 роках село належало до Тарнобжезького воєводства.

## Демографія
Демографічна структура станом на 31 березня 2011 року:
|          | Загалом | Допрацездатний вік | Працездатний вік | Постпрацездатний вік |
| -------- | ------- | ------------------ | ---------------- | -------------------- |
| Чоловіки | 680     | 151                | 453              | 76                   |
| Жінки    | 663     | 151                | 361              | 151                  |
| Разом    | 1343    | 302                | 814              | 227                  |